# Lepidodactylus lombocensis
Lepidodactylus lombocensis — вид геконоподібних ящірок родини геконових (Gekkonidae). Ендемік Індонезії.

## Поширення і екологія
Lepidodactylus lombocensis мешкають на острові Ломбок в групі Малих Зондських островів, а також спостерігалися на сусідньому острові Сумбава. Вони живуть у вологих тропічних лісах.